# 全造幣労働組合
全造幣労働組合（ぜんぞうへいろうどうくみあい、略称：全造幣（ぜんぞうへい））は、日本の労働組合である。日本労働組合総連合会（連合）、公務公共サービス労働組合協議会（公務労協）に加盟している。

## 概要
独立行政法人造幣局に所属する東京・大阪・広島の労働者で組織されている。

## 構成組織
- 東京事務所（東京都豊島区東池袋4丁目42番1号）